# Gran Galà del Made in Italy
Gran Galà del Made in Italy è un programma televisivo italiano di genere varietà, andato in onda su Rai 1 tra il 2009 e il 2011 e ritrasmesso nel mondo attraverso le emittenti associate a quest'ultima Rai International.

## Programmazione
Il programma è andato in onda con la formula della serata unica, il 29 dicembre 2009 su Rai Uno e settembre 2011 su Rai International. Lo show, nato per esaltare le eccellenze del made in Italy è stato condotto nella prima edizione da Pippo Baudo e Metis Di Meo che ha lasciato il testimone, nelle successive, a Claudio Lippi e Samantha Togni.

## Storia
Nato nel 2009 da un'idea del produttore televisivo Nicola Paparusso e della giornalista Emanuela Gentilin,  il formato è stato insignito della Medaglia del Presidente della Repubblica Giorgio Napolitano.
All'interno del programma si sono alternati e sono stati premiati molti personaggi dello spettacolo, tra i quali alcuni cantanti come Lucio Dalla, Renzo Arbore, Albano Carrisi, Ivana Spagna e Vasco Rossi, mentre tra i protagonisti del mondo del cinema che hanno preso parte alla manifestazione vi sono Lina Wertmüller, Gina Lollobrigida, Michele Placido e Sandra Milo.
Nell'edizione 2011 è andato in onda un cortometraggio per la regia di Franco Zeffirelli e interpretato da Monica Bellucci e Andrea Bocelli.